# كوكوميس
كوكوميس هو موقع إلكتروني يشارك فيه المترجمون معرفتهم اللغوية ويتبادلون الخدمات عبر الإنترنت. ومن إحدى الخصائص غير المعتادة لكوكوميس هي أن كل الترجمات قد خضعت إلى مراجعة أقران وقد يعدلها مترجمون آخرون عبر موقع كوكوميس. يقدم الموقع ترجمات ذات جودة عالية، وتحقق في الأغلب النص المستهدف الذي ينقل المعنى بصورة مطابقة إلى النص الأصلي والمتوائمة تمامًا في اللغة المستهدفة.

## معلومات تاريخية
تأسس الموقع عام 2005، وبحلول يوليو 2007 أصبح كوكوميس يضم أكثر من 50000 عضو وكان يتلقى يوميًا 100 طلب للترجمات بين عشرات اللغات. كانت أول واجهة للمستخدم باللغة الإنجليزية، ولكن أُضيفت لغات أخرى في عملية التوطين المتواصلة. بنهاية عام 2007، باتت واجهات المستخدمين في 31 لغة، في 8 أنظمة كتابة. وكانت أغلب الأعمال المشاركة من أعضاء متطوعين.

## الأعضاء
يتواجد أعضاء كوكوميس في عشرات البلدان، مع أكبر فريقين في تركيا والبرازيل؛ حيث يمثل البلدين معًا 1/3 من مجموع الأعضاء. أما عن سبب التمثيل الزائد لدى هاتين الدولتين فهو سبب غير معروف. وعلى الرغم من أن الإنجليزية هي اللغة الوحيدة الأكثر شيوعًا في اللغة المستهدفة، إلا أنه يوجد قلة من الأعضاء (حوالي 2%) من البلاد الناطقة للغة الإنجليزية كلغة أولى.

## كيفية عمل الموقع
لتقديم نص للترجمة، يصبح المستخدمون أعضاءً عن طريق اختيار اسم مستخدم وعنوان بريد إلكتروني سليم. يُعطى لكل المستخدمين الجدد نقاط كافية «للدفع» لترجمة فقرة قصيرة. تُمنح نقاط أكثر للأعضاء الأقدم الذين يفتقرون للنقاط. يكتسب الأعضاء النقاط بترجمة النصوص التي قدمها الآخرون. يجوز لكل الأعضاء ترجمة النصوص وأيضًا يمكنهم تعديل الترجمات التي طرحها آخرون. بخصوص ضبط الجودة، يقيَّم المسؤولون والخبراء الترجمات كافة. ويكون كل الأعضاء مؤهلين للترقي إلي «خبير» عن لغة محددة بعد إنجاز عديد من الترجمات إلي هذه اللغة التي قُيَّمت بمتوسط جودة أكثر من 7/10.

## وصلات خارجية
- Cucumis.org
- TechCrunch (blog) November 2006 review of Cucumis.org